# هوراس هولي (بهائي)
هوراس هولي (7 أبريل 1887 في تورينجتون، كونيتيكت – 12 يوليو 1960 في حيفا، إسرائيل ) من أتباع الديانة البهائية البارزين، حيث أُنتخب في العديد من الجمعيات الروحية، وعينه شوقي أفندي في عام 1951 كأيد للقضية، ثم انتُخب لاحقًا كواحد من الأوصياء التسعة الذين تولوا أمر الدين من عام 1957 إلى عام 1963.

وُلِد هوراس في تورينجتون، كونيتيكت في عام 1887. قُدم إلى الديانة البهائية في عام 1909، وعمل لاحقًا كعضو وأمين عام للجمعية الروحية للبهائيين في الولايات المتحدة وكندا، وانتخب لأول مرة في عام 1923. وأصبح أيضًا محررًا لمجلة الوحدة العالمية. أُنتخب من قبل زملائه في منظمة "أيدي القضية" أميناً عليها في عام 1959. وقد أُعلن عن ذلك في يوم عيد الميلاد عام 1959 في صحيفة نيويورك تايمز:
أعلنت الجمعية الروحية الوطنية للبهائيين اليوم أن هوراس هولي استقال من منصبه كسكرتير بصفته المسؤول الرئيسي عن الإيمان في المقر الدولي في حيفا، إسرائيل.
انتقل هو وزوجته دوريس إلى حيفا في إسرائيل، حيث توفي في 12 يوليو 1960. دُفن عند سفح جبل الكرمل في حيفا.

## روابط خارجية
- مؤلفات Horace Holley في مشروع غوتنبرغ
- Works by or about Horace Holley at the Internet Archive
  - Read-Aloud Plays (1916). A collection of stories involving the Baháʼí Faith
- Biography by R. Jackson Armstrong-Ingram
- Horace Holley Poems at Poetry Archive

1. 1 2  مذكور في: الشبكات الاجتماعية وسياق الأرشيف. مُعرِّف الشبكات الاجتماعية ونظام المحتوى المؤرشف (SNAC Ark): w6hb0c2c. باسم: Horace Holley (Bahá'í). الوصول: 9 أكتوبر 2017. لغة العمل أو لغة الاسم: الإنجليزية.
2. ↑  مذكور في: IdRef. مُعرِّف النظام الجامعي للتوثيق (IdRef): 084624450. الوصول: 17 مايو 2020. الناشر: وكالة الفهرسة للتعليم العالي. لغة العمل أو لغة الاسم: الفرنسية.